# Bellou-en-Houlme
Bellou-en-Houlme là một xã thuộc tỉnh Orne vùng Normandie tây bắc nước nước Pháp. Xã này nằm ở khu vực có độ cao trung bình 221 mét trên mực nước biển.